# SpyEye
SpyEye — троянская программа, созданная с целью кражи личных данных и денег путём проведения несанкционированных банковских операций. Атакует пользователей Google Chrome, Firefox, Internet Explorer и Opera на Windows. Была написана на языке C++ в 2009 году русским хакером Александром Паниным под псевдонимом Gribodemon. Соавтор червя, алжирец Хамза Бенделладж, также известный под псевдонимом BX1, специализировался на продаже SpyEye. За всё время вирус был продан около 150 клиентам. В общей сумме вирус смог украсть около миллиарда долларов и заразить 50 миллионов компьютеров. Троян был очень многофункциональным и имел встроенный кейлогер и формграббер, а также создал собственный ботнет.

## Суд над авторами трояна
В январе 2013 года в Таиланде был арестован Хамза Бенделладж, откуда из Малайзии он возвращался на родину. Он признал свою вину в июне 2015 года и получил 15 лет тюрьмы.
Александр Панин был арестован в июле 2013 года в аэропорту Атланта (штат Джорджия) при попытке перелёта в Доминиканскую Республику, где хотел повидать знакомого. В январе 2014 он признал свою вину и получил 9,5 лет тюрьмы.
После освобождения они должны провести по 3 года под надзором полиции.